# Tutaibo debilipes
Espèce
Tutaibo debilipes est une espèce d'araignées aranéomorphes de la famille des Linyphiidae.

## Distribution
Cette espèce est endémique de la région de Cuzco au Pérou,.

## Description
Les mâles mesurent de 2,3 à 2,4 mm et les femelles de 2,1 à 2,6 mm.

## Publication originale
- Chamberlin, 1916 : Results of the Yale Peruvian Expedition of 1911. The Arachnida. Bulletin of the Museum of Comparative Zoology, Harvard, vol. 60, p. 177-299 (texte intégral).